# بادي كلانسي
بادي كلانسي (بالإنجليزية: Patrick Clancy) هو مغني أيرلندي، ولد في 7 مارس 1922، وتوفي في 11 نوفمبر 1998 بسبب سرطان الرئة.

## وصلات خارجية
- بادي كلانسي على موقع IMDb (الإنجليزية)
- بادي كلانسي على موقع ميوزك برينز (الإنجليزية)
- بادي كلانسي على موقع أول ميوزيك (الإنجليزية)
- بادي كلانسي على موقع أول ميوزيك (الإنجليزية)
- بادي كلانسي على موقع أول ميوزيك (الإنجليزية)
- بادي كلانسي على موقع ديسكوغز (الإنجليزية)